# 丸山町 (岡崎市)
丸山町（まるやまちょう）は愛知県岡崎市大平地区の町名。丁番を持たない単独町名であり、43の小字が設置されている。

## 地理
岡崎市の地理的中央からやや南にずれた所に位置する。住宅地が県道35号沿線に形成されている。水田は河川沿岸に、それ以外は基本的に森林である。また、岡崎中央総合公園の一部が町内にまたがっている。町域内に小字が配されているが丁番は振られていない。

### 河川
- 乙川

### 湖沼
- 新池
- 丸平池
- 恩賜池

### 小字
| - 字アラ田（あらた） - 字池ノ入（いけのいり） - 字岩ノ本（いわのもと） - 字上地畑（うえじばた） - 字上ノ野（うえのの） - 字後田（うしろだ） - 字馬山（うまやま） - 字エゲ前（えげまえ） - 字円黒（えんくろ） - 字円明（えんみょう） - 字大坂（おおさか） - 字大根（おおね） - 字奥左田（おくさだ） - 字奥白羽根（おくしらばね） - 字奥ノ畑（おくのばた） | - 字カウフク（かうふく） - 字亀山（かめやま） - 字カラス明（からすあけ） - 字経ケ峯（きょうがみね） - 字楠ノ木（くすのき） - 字佐田（さだ） - 字清水（しみず） - 字白羽根（しらばね） - 字蛇ノ入（じゃのいり） - 字スブ田（すぶた） - 字外河原（そとがわら） - 字大明神（だいみょうじん） - 字道円（どうえん） - 字中左田（なかさだ） | - 字中芝（なかしば） - 字仲根（なかね） - 字仲畑（なかはた） - 字能頭（のうず） - 字ハサマ（はさま） - 字広ケ沢（ひろがさわ） - 字ベボウケネ（べぼうがね） - 字前田（まえだ） - 字丸山腰（まるやまごし） - 字御堂ケ入（みどうがいり） - 字宮越（みやこし） - 字宮山（みややま） - 字村上（むらかみ） - 字由ノ木（ゆのき） |

## 世帯数と人口
2019年（令和元年）5月1日現在の世帯数と人口は以下の通りである。
| 町丁   | 世帯数  | 人口    |
| ------ | ------- | ------- |
| 丸山町 | 700世帯 | 1,800人 |

### 人口の変遷
国勢調査による人口の推移
| 1995年（平成7年）  | 1,131人 | [ 5 ] |  |
| 2000年（平成12年） | 1,099人 | [ 6 ] |  |
| 2005年（平成17年） | 1,252人 | [ 7 ] |  |
| 2010年（平成22年） | 1,498人 | [ 8 ] |  |
| 2015年（平成27年） | 1,619人 | [ 9 ] |  |

## 小・中学校の学区
市立小・中学校に通う場合、学区は以下の通りとなる。
| 番・番地等 | 小学校             | 中学校             |
| ---------- | ------------------ | ------------------ |
| 全域       | 岡崎市立男川小学校 | 岡崎市立美川中学校 |

## 歴史
額田郡丸山村を前身とする。古くから人が住んでおり、村上遺跡は縄文時代先期の遺跡である。
丸山村の成立後、1889年10月1日に近隣の大平村、丸山村、高隆寺村、洞村、欠村と合併し男川村となり丸山村は廃止となった。
高徳寺裏山の経ヶ峰古墳からは、甲冑が出土し、愛知県指定文化財となったが、岡崎市美術博物館が出来る前であったため名古屋市博物館で保存されている。丸山古墳群は岡崎観光きらり百選にも選ばれている。

### 史跡
- 丸山廃寺跡
- ハサマ遺跡
- 村上遺跡（縄文時代早期・晩期、市史跡）[13]
- 村上古墳（6世紀後半、市史跡）
- 神明宮第1号墳（6世紀後半、県史跡）
- 神明宮第2号墳
- 経ヶ峰第1号墳
- 経ヶ峰第2号墳
- 経ヶ峰第3号墳
- 亀山第1号墳
- 亀山第2号墳
- 亀山第3号墳
- 亀山第4号墳
- 亀山第5号墳
- 圓明第1号墳
- 圓明第2号墳
- 圓明第3号墳
- 奥佐田古墳
- 奥白羽根第1号墳
- 奥白羽根第2号墳
- 丸山池ノ入古墳
- 丸山城跡
- 丸山東城跡
- 丸山廃寺跡

## 交通
- 愛知県道35号岡崎設楽線（作手街道）

## 施設

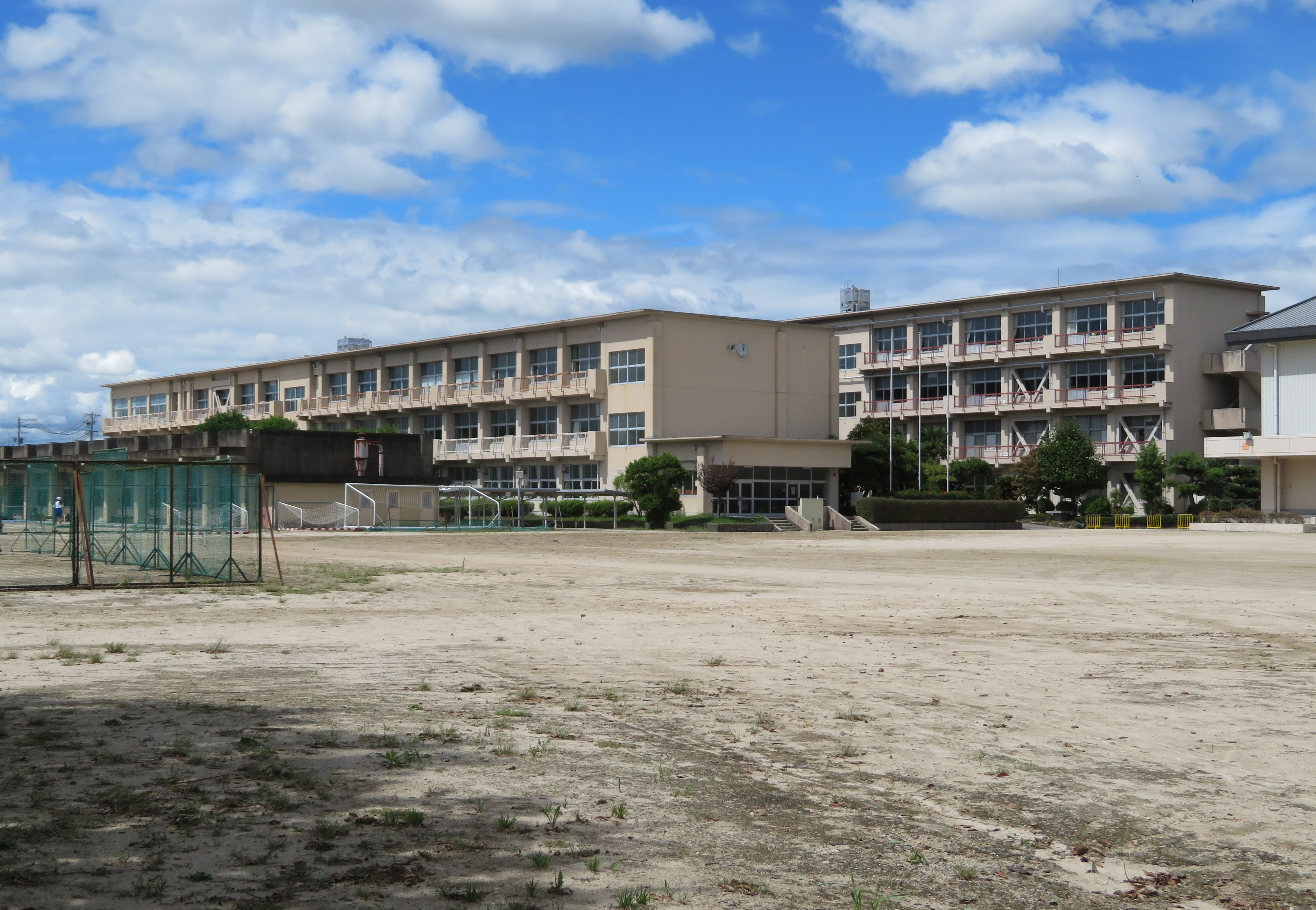
岡崎市立美川中学校

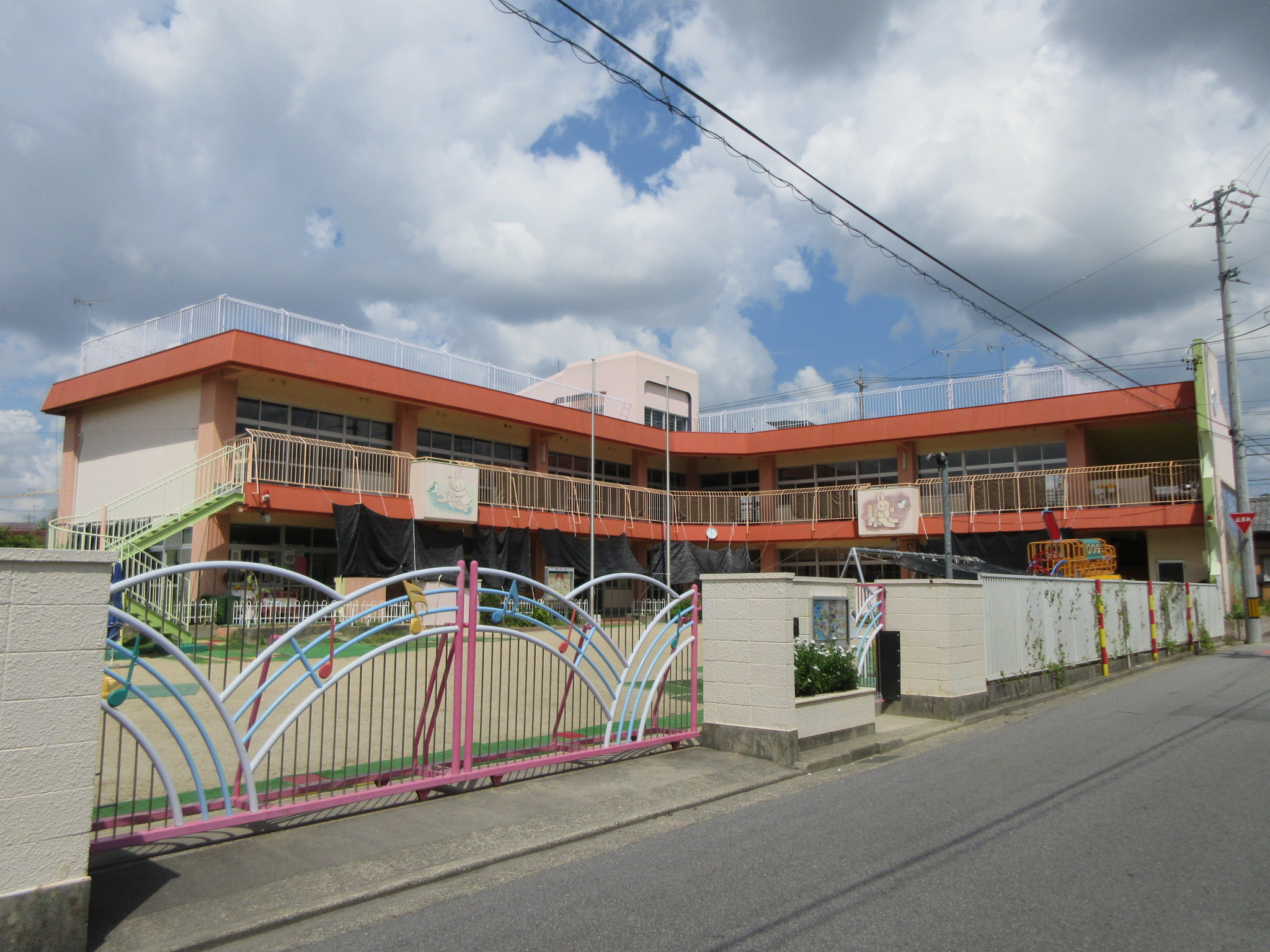
社会福祉法人幸の会 男川保育園

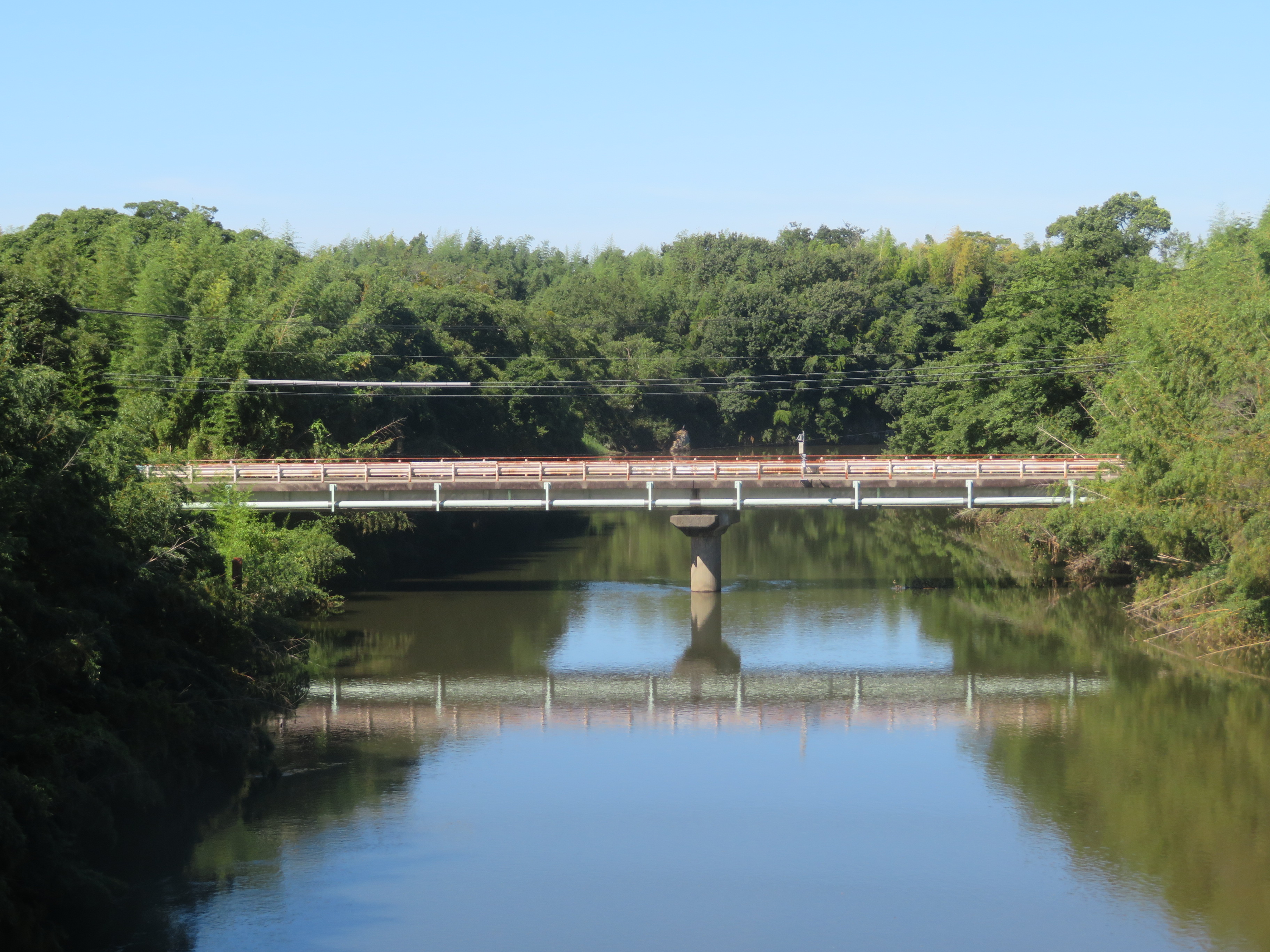
丸岡橋

- 岡崎中央総合公園の一部
  - 岡崎市民球場
  - 岡崎市美術博物館
  - 岡崎中央総合公園運動広場
- 愛知県畜産総合センター
- 岡崎市立美川中学校
- 社会福祉法人幸の会 男川保育園
- 宗徳寺
- 長徳寺
- 阿弥陀寺
- 加良須神社
- 丸山町公民館

## その他

### 日本郵便
- 郵便番号 : 444-0006[3]（集配局：岡崎郵便局[14]）。

## 参考資料
- 「角川日本地名大辞典」編纂委員会 編『角川日本地名大辞典 23 愛知県』角川書店、1989年3月8日。ISBN 4-04-001230-5。
- 有限会社平凡社地方資料センター 編『日本歴史地名体系第23巻 愛知県の地名』平凡社、1981年。ISBN 4-582-49023-9。